# Eophyllophila includens
Eophyllophila includens là một loài ruồi trong họ Tachinidae.